# Бычки (Банинский сельсовет)
Бычки — село в Фатежском районе Курской области России. Входит в состав Банинского сельсовета.

## География
Село находится на реке Ржавец (приток Красавки в бассейне Свапы), в 103 км от российско-украинской границы, в 54 км к северо-западу от Курска, в 9 км к северо-западу от районного центра — города Фатеж, в 5 км от центра сельсовета — посёлка Чермошной.
Климат
Бычки, как и весь район, расположены в поясе умеренно континентального климата с тёплым летом и относительно тёплой зимой (Dfb в классификации Кёппена).
Часовой пояс
Село Бычки, как и вся Курская область, находится в часовой зоне МСК (московское время). Смещение применяемого времени относительно UTC составляет +3:00.

## Население
| 2002 | 2010 |
| ---- | ---- |
| 235  | ↘175 |

## Инфраструктура
Личное подсобное хозяйство. В селе 110 домов.

## Транспорт
Бычки находится в 0,5 км от автодороги федерального значения М2 «Крым» (Москва — Тула — Орёл — Курск — Белгород — граница с Украиной) как часть европейского маршрута E105, в 5 км от автодороги регионального значения 38К-002 (Верхний Любаж — Поныри), на автодорогe межмуниципального значения 38Н-790 (М-2 «Крым» — Бычки), в 26,5 км от ближайшего ж/д остановочного пункта 34 км (линия Арбузово — Лужки-Орловские).
В 176 км от аэропорта имени В. Г. Шухова (недалеко от Белгорода).